# 956 هـ
956 هـ هي سنة في التقويم الهجري امتدت مقابلةً في التقويم الميلادي بين سنتي 1549 و1550.

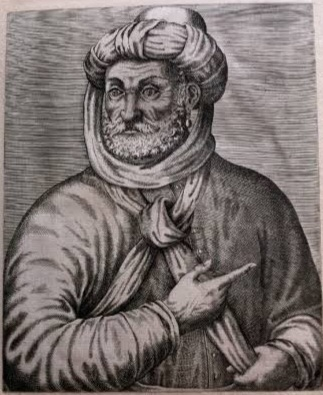
أحمد المنصور الذهبي

## مواليد
- أحمد المنصور الذهبي